# Kvarntjärnen (Fryksände socken, Värmland)
Kvarntjärnen är en sjö i Torsby kommun i Värmland och ingår i Göta älvs huvudavrinningsområde.